# La Trahison Prométhée
La Trahison Prométhée (The Prometheus Deception) est un roman d'espionnage de l'écrivain américain Robert Ludlum paru en octobre 2000.
Le roman est traduit et paraît en 2001 en France.

## Résumé
Nicholas Bryson est un agent au service du gouvernement des États-Unis depuis des années. Mais, il découvre que le Directorat, agence ultra-secrète qui l'emploie, est de mèche avec un groupe terroriste international qui dispose de systèmes de surveillance insoupçonnés.
Le cœur de l'intrigue est une terrible question de confiance. Ayant perdu tous ses repères – par exemple, à quel camp appartiennent ses employeurs ? – Nicholas Bryson se demande à qui il peut vraiment faire confiance. Et ses adversaires sont redoutables : le mystérieux groupe Prométhée sait tout, voit tout, préfigurant un monde dans lequel chacun de ses faits et gestes, jusqu'aux plus intimes, sont déjà prévus.

## Principaux personnages
- Nicholas Bryson, personnage central et héros, qui a passé des années au service du gouvernement américain.
- Ted Waller, le mentor et formateur de Nick Bryson au Directorat.
- Elena Petrescu, cryptographe de talent et femme de Nick Bryson.
- Harry Dunne, responsable de la CIA, qui va confier sa feuille de route à Nick Bryson.
- Laïla, agent de terrain rencontré sur le Spanish armada, et qui va aider le héros.

## Citations
Dans un dialogue entre Nicholas Bryson et Laïla, une phrase résume bien l'ambiance générale d'incertitude dans laquelle navigue le héros :
« Je ne suis sûr de rien, je vous dis ! Ce n'est pas une question de certitude, mais de probabilités. C'est un pari que je prends. »
— Robert Ludlum, en page 232 de l'édition française